# سبيروديكلوفين
سبيروديكلوفين هو مركب كيميائي يُستخدم كمبيد للقراد ومبيد حشري للسيطرة على حشرات العث وحشرات سان هوزيه القشرية الرخوة في الحاصيل الزراعية المختلفة.  

## الاستخدام
يُستخدم مبيد السبيروديكلوفين في الولايات المتحدة الأمريكية لمقاومة الآفات في محاصيل الحمضيات، والعنب، والتفاح، والفاكهة ذات النواة الصلبة، ومحاصيل الجوز.

## آلية العمل
ينتمي مركب السبيروديكلوفين إلى فئة حمض التترونيك من المبيدات الحشرية، ويعمل عن طريق تثبيط التخليق الحيوي للدهون.